# Guelta

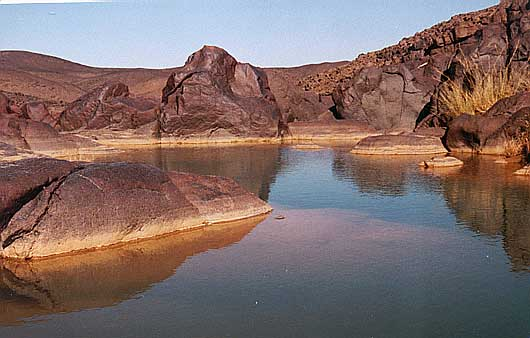
Una guelta a Oubankort, Adrar dels Ifoghas, Mali.

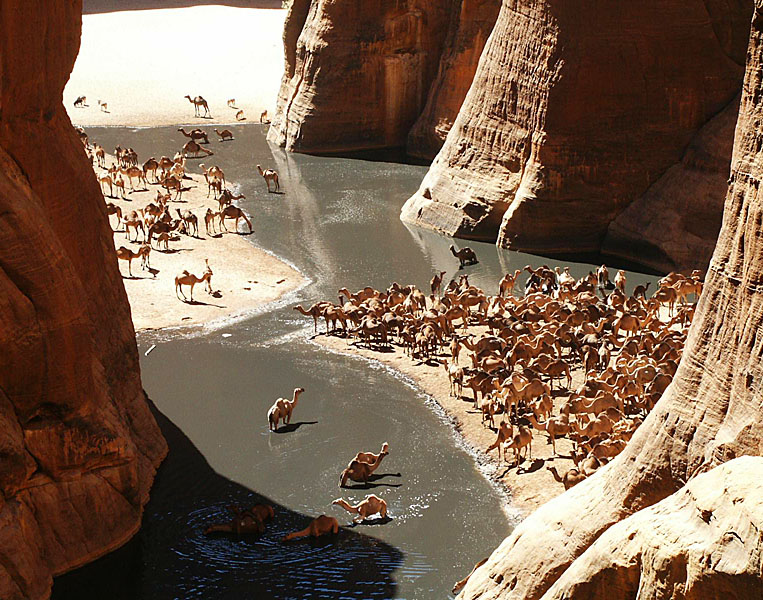
Dromedaris al canó i guelta d'Archei, altiplà de l'Ennedi, Sàhara txadià.

La guelta és un terme d'origen àrab (de l'àrab estàndard قلت, qalt, ‘cavitat’, pl. قلات, qilāt) i correspon a una depressió o una cubeta on l'aigua, en un context de desert, s'hi acumula per una font o surgència natural.
La guelta pertany al conjunt de zones humides de les regions desèrtiques, com també ho són les formacions de xot, la daya i la sebkha.

## Definició geomorfològica
Són superfícies d'aigua temporals o perennes sense drenatge aparent (arreisme); són com «piscines naturals» dins la roca.
Aquestes zones humides són alimentades per l'inferoflux (escorrentia que prové de la reserva d'aigua continguda en els al·luvions del uadi. L'alimentació es fa igualment molt sovint pels vessants, per les fonts, a favor de les discontinuïtats geològiques.
La perennitat de la guelta es preserva més quan es tracta d'una posició abrigada, un canó, o vall encaixada, per exemple, que limita l'evaporació en un clima àrid.

### Exemples de llocs amb guelta
- En els massissos muntanyencs saharians: de l'Ennedi, de l'Adrar dels Ifoghas a Mali i a Tagant a Mauritània,
- a l'outback australià: a les muntanyes Olga.

## Biodiversitat i hàbitats
Són com illes, ja que estan geogràficament aïllades i tenen endemismes. La seva fauna aquàtica és diversa i rica. També conserven una flora i fauna excepcional, com ha reconegut la UNESCO i el Conveni de Ramsar.
Per les pintures rupestres de l'Holocè, se sap que el cocodril del Nil (Crocodylus niloticus Laurenti) ocupava tota la regió sahariana i fins al litoral del sud del Mediterrani. Actualment, encara alguns cocodrils viuen a les gueltes de l'Ennedi (Txad), on estat amenaçats d'extinció.
La reconstrucció de la flora feta gràcies als sediments de la guelta posen en evidència que, entre els arbres, dominaven els tàxons mediterranis: pi blanc, Cedrus atlantica, tuia de Berberia, xiprer de Duprez, ginebres, roures, llentiscles, aurons, brucs, ullastres, etc., la majoria actualment ja no es troben al Sàhara. Els pòl·lens dels sòls antics (paleosols) de l'Hoggar també mostren que hi havia til·lers i noguers.